# Gonçalo Coelho

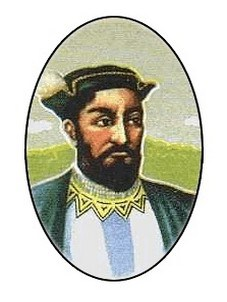
Gonçalo Coelho: Sohn (?) Duarte Coelho Pereira

Gonçalo Coelho (* um 1451; † 1512) war ein portugiesischer Seefahrer und Entdecker.

## Person
Über Gonçalo Coelho ist nur wenig bekannt; so sind sowohl seine Geburts- als auch seine Sterbedaten unsicher. Er entstammte dem niederen Adel, lebte als Fidalgo am Hofe und stand in den Diensten der portugiesischen Könige Alfons V., Johann II. und Manuel I.
Sein Logbuch über die Entdeckungsreisen ist nicht erhalten. Stattdessen wird auf den Brief seines mitreisenden Amerigo Vespucci zurückgegriffen, der jedoch wegen der Rivalität zwischen Vespucci und Coelho mit Vorsicht zu genießen ist. Der sich stets gut in Szene setzende Vespucci kritisierte seinen bescheidenen Kapitän als „…eingebildet und starrköpfig, ..nur weil er der Anführer von sechs Schiffen war“.
Coelhos 1460 geborener Bruder Nicolao Coelho begleitete ab Juli 1497 Vasco da Gama auf dessen Entdeckungsreise nach Indien. Ob Duarte Coelho Pereira (* um 1485; † 7. August 1554) Gonçalo Coelhos Sohn gewesen ist, wird angezweifelt. Duarte Coelho Pereira war der spätere Gouverneur des portugiesischen Kapitanats von Pernambuco. Dieser gründete 1535 die Siedlung Olinda, die am 12. März 1537 die Stadtrechte erhielt.

## Entdeckungsreisen
König Manuel I. beauftragte Anfang Mai 1501 Gonçalo Coelho mit der Klärung, ob die von Pedro Álvares Cabral gemachten Entdeckungen Brasiliens zu einem Kontinent gehörten, der dem Vertrag von Tordesillas als portugiesischen Bereich der Welt unterzuordnen war. Er setzte Coelho als Generalkapitän von drei Karavellen und Karacken ein.
Erste Entdeckungsreise
Der Befehlshaber dieser von Portugal aus startenden Flotte von 3 Karavellen stand lange Zeit nicht fest. Der 1563 gestorbene portugiesische Historiker Gaspar Correia favorisierte für diese Reise den André Gonçalves, der 1591 in Brasilien verstorbene Gabriel Soares de Sousa verweist jedoch auf Gonçalo Coelho als Flottenbefehlshaber.
Coelho startete am 10. Mai 1501 in Lissabon als Generalkapitän, zu seiner Mannschaft gehörten unter anderem Vespucci und Gaspar de Lemos, welche die beiden anderen Schiffe führten. Im Juni 1501 verließ die Expedition die Kapverden vom Hafen Angra de Bezeguiche Richtung Südwest. Sie erreichten das Cabo São Roque in Höhe des 5° Breitengrads Süd (sBr.; benannt am 16. August 1501), am 17. August 1501 sichtete Coelho in Höhe des 5° sBr. erstmals die brasilianische Küstenregion. Hier wartete die Crew sieben Tage auf die Rückkehr von Matrosen, die sich an Land begeben hatten. Es folgte das Cabo São Agostinho (8° sBr., benannt am 28. August 1501), dann die Flussmündung des Rio São Francisco (10 ° sBr., benannt am 4. Oktober 1501) und die Bahia de Todos os Santos (deutsch „Allerheiligenbucht“; 13° s. Br., benannt am 1. November 1501), wo er ein Padrão errichten ließ. Die Expedition setzte ihre Fahrt weiter Richtung Süden fort und erreichte am 1. Januar 1502 am 23° sBr. die Guanabara-Bucht, die der mitreisende André Gonçalves irrtümlich „Januarfluss“ (portugiesisch Rio de Janeiro) nannte. Coelho hielt die zweitgrößte Meeresbucht Brasiliens für eine Flussmündung und hatte versäumt, durch eine Wasserprobe herauszufinden, dass sich auch in der Bucht Salzwasser befand.
Vespuccis Notizen besagten, dass die Expedition noch zwei weitere Breitengrade bis 25° sBr. vorgedrungen sei (beim heutigen Cananéia/São Paulo (Bundesstaat)), bevor sie Brasilien am 13. Februar 1502 (oder 15. Februar 1502) verließ und am 7. September 1502 wieder in Lissabon ankam. Es war Vespuccis dritte Reise, von der er berichtete, dass man am 15. Februar 1502 die Reise entlang der Küste bis 32° sBr. an der Mündung des Rio de la Plata vorgedrungen sei, was jedoch von Historikern überwiegend bezweifelt wird. Der sonst detailfreudige Vespucci erwähnte die Entdeckung dieser eindrucksvollen Bucht in seinen Schriften mit keinem Wort.
Am 22. Juli 1502 liefen die Karavellen in Lissabon ein. Diese Reise brachte die geographische Gewissheit, dass es sich bei den neu entdeckten Gebieten nicht um eine Insel, sondern um einen Kontinent handelte. Dass die erste Reise unter dem Oberbefehl von Gonçalo Coelho stand, ist von den heutigen Historikern allgemein akzeptiert und wird mit Verweisen auf João de Barros (1496–1570) und Damião de Góis (1502–1574) begründet.
Zweite Entdeckungsreise
Von einer zweiten Expedition Coelhos berichtete die Primärliteratur nur durch Amerigo Vespuccis Briefe an Pietro Soderini. Auch nach Kenntnis des Historikers Damião de Góis soll Gonçalo Coelho der Kommandant der Flotte von 1503 gewesen sein. Alexander von Humboldt zufolge stach Coelho am 10. Juni 1503 erneut in See nach Brasilien mit sechs Schiffen, von denen vier in einem Sturm verloren gingen. Vespucci befehligte eine der Karavellen, Fernão de Noronha eine weitere. Auftrag war die Suche des Seewegs nach Malakka. Die Schiffe blieben 13 Tage zur Übernahme von Frischwasser, Obst und Gemüse sowie zur Überholung der Schiffskörper auf den Kapverden. Die Expedition erreichte am 24. Juli 1503 auf sturmreicher See die nach Fernão de Noronha benannte Felseninsel Fernando de Noronha, in deren Nähe das größte Schiff des Geschwaders am 10. August 1503 auf Klippen lief. Am 3. September 1503 erreichte die Flotte ohne den auf Fernão de Noronha zurückgebliebenen Coelho die Allerheiligenbucht. Coelho traf mit zwei Schiffen und einer Fracht mit Brasilholz verspätet ein. Am 18. Juni 1504 landete das von Noronha befehligte Schiff wieder in Lissabon, Coelho kehrte mit zwei Schiffen im September 1504 zurück. König Manuel I. schenkte Noronha am 16. Januar 1504, als sich die Expedition noch auf See befand, mit einem „Überseelehen“ (portugiesisch capitania do mar no litoral) die heute nach ihm benannte Insel Fernando do Noronha.
Die Umstände der verspäteten Rückkehr Coelhos sind ungeklärt, die Literatur spricht unter anderem auch von Coelhos Desertation. Damião de Góis berichtete, Coelho sei am 10. Juni 1503 mit sechs Schiffen nach „Santa Cruz“ (dem heutigen Porto Seguro) abgefahren, habe vier Schiffe verloren und sei mit zwei Schiffen mit Brasilholz, Affen und Papageien zurückgekehrt, ohne die Straße von Malakka befahren zu haben.

## Wirtschaftliche Folgen
Neben den ersten geographischen Erkenntnissen wurden in Portugal auch wirtschaftliche Möglichkeiten Brasiliens bekannt. Ende 1502 schloss die portugiesische Krone einem Vertrag mit Fernão de Loronha (auch Noronha oder della Rogna) und einer Privatgesellschaft von Conversos zur Erforschung und wirtschaftlichen Nutzung der Reichtümer Brasiliens. Man geht allgemein davon aus, dass der Vertrag alle 3 Jahre verlängert wurde und bis 1511/13 Bestand hatte. Loronha hatte bereits ein Vermögen im Afrikahandel verdient und war auch am Indienhandel beteiligt. Für die Rechte am Handel mit Brasilholz (portugiesisch pau brasil) wurden an die Krone 4.000 Dukaten gezahlt. Das gepachtete Handelsmonopol mit Brasilien verlangte u. a. eine jährliche Fahrt zur Erkundung und Erschließung der Küste. Es wurden die geographische Erkundung von 300 léguas im Jahr und der Schutz dieser Küste durch die Errichtung von Befestigungen – auf Kosten der Pächter – gefordert. Für diese Rechte und Pflichten war nur ein symbolischer Preis an die Krone zu zahlen: zunächst nichts im ersten Jahr, im zweiten Jahr 1/6 des Wertes der Einfuhr ins Königreich, im dritten Jahr 1/4 des Wertes der Einfuhr. Aber für alle Ein- und Ausfuhren war die sisa (eine Verbrauchsteuer, vergleichbar mit unserer heutigen Mehrwertsteuer) zu zahlen. Das einzige Verbot des Vertrages bestand darin, Brasilholz nach Indien zu verkaufen. Es wird auch davon ausgegangen, dass Fernão de Loronha und sein Konsortium die Ausrüstung und Finanzierung der Flotte von Gonçalo Coelho übernommen hatte.

## Weiteres Leben
Auch über Coelhos weiteres Leben nach Abschluss der zweiten Entdeckungsreise ist nichts bekannt. Ein historischer Rückblick auf der 2002 durchgeführten „500-Jahre-Konferenz“ von Angra dos Reis brachte den Namen des wahren Entdeckers der Ilha Grande ans Licht: den des Seefahrers Gonçalo Coelho.